# Филармонический оркестр Турку
Филармони́ческий орке́стр Ту́рку (фин. Turun filharmoninen orkesteri, швед. Åbo filharmoniska orkester) — финский симфонический оркестр из города Турку. Считается старейшим оркестром Финляндии, возводя свою историю к 1790 году, когда в городе было основано Музыкальное общество (швед. Musikaliska Sällskapet i Åbo).
С 1927 г. находится в ведении муниципальных властей.
С 1952 года большую часть концертов оркестр даёт в Концертном зале, расположенном на Дровяной площади города Турку.

## Руководители оркестра
Турку - большой город с хорошим оркестром, с хорошим концертным залом, и я проработал там с 1986 до 1990 года.
- Тауно Ханникайнен (1927—1928)
- Тойво Хаапанен (1928—1929)
- Тауно Ханникайнен (1929—1939)
- Ээро Селин (1941—1962)
- Уле Эдгрен (1941—1962)
- Йорма Панула (1963—1965)
- Пааво Раутио (1965—1975)
- Пертти Пекканен (1975—1986)
- Игорь Безродный (1986—1990)
- Жак Мерсье (1990—1997)
- Ханну Линту (1998—2002)
- Тибор Боганьи (2003—2006)
- Петри Сакари (2007—2011)
- Лейф Сегерстам (с 2012)

## Реквизиты
- Aninkaistenkatu 9, 20100 Turku
- Тел. +358 (0)2 262 0800, 262 0806 (группы)